# Teplitzer FK
Teplitzer FK was een Tsjechoslowaakse voetbalclub uit de stad Teplice. De club werd opgericht in 1903.
In 1929/30 speelde de club voor het eerst in de hoogste klasse van Tsjechoslowakije. Er namen toen nog maar acht clubs deel en Teplitzer werd vijfde. In het volgende seizoen werd de club voorlaatste. In de volgende seizoenen werden middenmoot plaatsen bereikt en in 1934 werd de club vierde en mocht zo deelnemen aan de Mitropacup maar verloor daar in de eerste ronde. In het seizoen daarna werd de competitie toegankelijk voor het hele land en kreeg de club meer concurrentie. In 1934/35 werd de club nog achtste maar daarna werd de club twaalfde op veertien en degradeerde uit de hoogste klasse.

## Teplitzer in Europa
- 1/8 = achtste finale

| Seizoen | Competitie | Ronde | Land                        | Club     | Score    |
| ------- | ---------- | ----- | --------------------------- | -------- | -------- |
| 1934    | Mitropacup | 1/8   | Vlag van Italië (1861-1946) | Juventus | 2-4, 0-1 |